# Deutsche Eishockey-Meisterschaft 1925
Die Deutsche Eishockey-Meisterschaft 1925 war die neunte Austragung dieser Titelkämpfe.
Die Spiele um die Meisterschaft fanden am 8. Februar 1925 auf dem Riessersee bei Garmisch-Partenkirchen statt.
Nach Müller (siehe Quellen) durfte pro Ort nur eine Mannschaft teilnehmen. Nach anderen Quellen verzichtete der SC Charlottenburg auf eine Teilnahme, da er diesen Winter fast nicht trainieren konnte.

## Ergebnisübersicht
| 8. Februar 1925 13:30 Uhr | SC Riessersee 18., 23. Biller | 2:5 (1:1, 1:4) | Berliner Schlittschuhclub 15. W. Krüger 21., 29. N. Molander 22., 27. M. Holsboer | Riessersee, Garmisch |

| 8. Februar 1925 | Berliner Schlittschuhclub 1:0, 4:0, 5:0, 6:0, 7:0, 8:0 N. Molander 2:0, 3:0 M. Holsboer | 8:0 (5:0, 3:0) | Münchener EV | Riessersee, Garmisch |

| 8. Februar 1925 | SC Riessersee 1:1 J. Priller 2:1, 3:1, 5:1, 6:1 Mauser 4:1 F. Rammelmayr 7:1 Tambosi | 7:1 (4:1, 3:0) | Münchener EV 0:1 M. Slevogt | Riessersee, Garmisch |

## Abschlusstabelle
|    | Klub                      | Sp | S | U | N | Tore  | Punkte |
| -- | ------------------------- | -- | - | - | - | ----- | ------ |
| 1. | Berliner Schlittschuhclub | 2  | 2 | 0 | 0 | 13:02 | 4:0    |
| 2. | SC Riessersee             | 2  | 1 | 0 | 1 | 09:06 | 2:2    |
| 3. | Münchener EV              | 2  | 0 | 0 | 2 | 01:15 | 0:4    |

Abkürzungen: Sp = Spiele, S = Siege, U = Unentschieden, N = Niederlagen

## Meistermannschaft
| Deutscher Meister 1925 Berliner Schlittschuhclub | Hermann Andresen Max Holsboer, Nils Molander, Walter Sachs, Alfred Steinke, Werner Krüger, Pedro Bayne, Rolf Reschke |